# Ґунтіс Улманіс
Ґунтіс Улманіс (латис. Guntis Ulmaniss; * 13 вересня 1939, Рига, Латвія) — латвійський державний діяч, п'ятий президент Латвії (1993-1999).

## Біографія
Народився 13 вересня 1939 року в Ризі. Внучатий племінник Карліса Улманіса, до 1955 року носив прізвище названого батька Румпітіс. Дитинство провів у сибірському засланні (висланий 1941). Повернувся до Риги 1948 року.
1966 року закінчив Латвійський університет, служив у радянській армії (1963–1965), працював у ризькому виконкомі, вступив до лав КПРС у 1966, був директором комбінату побутових послуг Ризького району.
1989 року залишив КПРС, а 1993 був обраний депутатом Сейму від Селянської спілки Латвії. 7 липня того ж року Сейм обрав його на посаду президента Латвії, таким чином Улманіс став першим головою держави після відновлення незалежності Латвії.
Повторно був обраний президентом 19 червня 1996 року. Запровадив мораторій на смертну кару, ініціював 12 законів, 18 відправив на повторний розгляд до Сейму. За його президентства вивели російські війська та підірвали Скрундський локатор (4 травня 1995). 1995 року відмовився від підвищення зарплати.
14 червня 1999 року Гунтіс Улманіс, йдучи у відставку, залишив у Ризькому замку практично всю колекцію подарунків, в тому числі узбецький килим з його портретом, тарілку із зображенням його дружини, картину Шишкіна, подаровану російським послом, і багато іншого.
У жовтні 2002 року став головою виконавчого комітету з проведення в Ризі Чемпіонату світу з хокею 2006 року.
2010 року обраний депутатом 10-го Сейму Латвії від блоку «За кращу Латвію».

## Автор книг
- «Шлях президента».